# Deposizione di Cristo (Peterzano)
La Deposizione di Cristo è il soggetto di un dipinto a olio su tavola di tiglio commissionato tra il 1584 e il 1585 e realizzato durante gli anni dell'apprendistato di Caravaggio nella bottega di Simone Peterzano  (dal 1584 al 1588) e conservato presso la chiesa di San Giorgio di Bernate Ticino. Il dipinto raffigura la deposizione di Cristo nel sepolcro, con accanto la Vergine Maria, sorretto da un angelo, e con la raffigurazione del canonico Desiderio Tirone, committente dell'opera. Il dipinto, che evidenzia la realizzazione di due maestranze, diventa una delle prime collaborazioni giovanili del Caravaggio.

## Storia
La chiesa dedicata a san Giorgio ha una storia molto antica; di origine probabilmente romana subì nel tempo molte modifiche fino al 1582 quando don Desiderio Tirone che era il priore della canonica, oltre a pensare a radicali modifiche dell'immobile, attuò anche un piano per il nuovo impianto decorativo. Commissionò a Simone Peterzano nel 1584 la realizzazione di una pala d'altare di grandi dimensioni che doveva diventare oggetto di devozione per i fedeli della cittadina.
Documenti che descrivono la tavola risalgono al 1774 nell'elenco che il 28 maggio il reverendo Francesco Miglio, diventato parroco della chiesa dopo la soppressione del monastero che lo vedeva priore, del 1772, cita tre quadri aventi la raffigurazione dei padri Rocchettini, erano infatti chiamati anche rocchettini i padri lateranensi per l'usanza di avere sempre con sé un rocchetto.
La tavola però non era assegnata al pittore bergamasco ma veniva citata come opera d'ambito lombardo del XVIII secolo. Fu solo grazie alle ricerche degli studiosi Giovanni Agosti e Jacopo Stoppa del 2010 che l'opera venne attribuita al Peterzano, anche se la tavola era sicuramente stata realizzata a più mani. Il restauro attuato nel 2012 dal professore Carmelo Lo Sardo, confermò questa valutazione.

## Descrizione
(Carmelo Lo Sardo (restauratore dell'opera))
La tavola di tiglio di grandi dimensioni è stata realizzata dal Peterzano nel suo periodo milanese. Egli era nato a Venezia ma da una famiglia le cui origini sono bergamasche, il nonno si era trasferito in laguna con l'attività di orafo. Divenne allievo di Tiziano, ma si trovò a vivere una situazione di disagio, essendo il territorio veneziano completamente occupato nelle committenze da altri artisti, come Paolo Veronese e Tintoretto. Fu così che si trasferì a Milano nel 1572 dove ancora era molto presente il condizionamento alle opere leonardesche e alle nuove regole delle controriforma nella città che viveva ancora la presenza di san Carlo Borromeo suo promotore. È in quest'ottica che va letto il dipinto.
Il Peterzano aveva già eseguito un dipinto con il medesimo soggetto, ma tra questi due lavori è visibile il cambiamento del pittore che arrivato a Milano dipingeva ancora con la tecnica tardo manieristica del rinascimento veneto dove i colori erano protagonisti, con i caldi rossi e marroni.
Alla bottega del Peterzano furono molti i giovani pittori a lavorare, tra questi il tredicenne Caravaggio dal 1584 al 1588. Fu molto importante questo tempo per il Merisi, lavorare con Peterzano che aveva esperienza veneziana, non solo milanese, questa peculiarità diede maggior impulso al giovane artista.
La tavola raffigura la deposizione del Nazareno nel sepolcro, dove non sono presenti i personaggi tradizionali della deposizione ma solo la Madonna e un angelo che sorregge il corpo inerme e in primo piano a destra un canonico, il committente dell'opera, don Desiderio Tirone. La Madonna ha la medesima postura, anche se speculare, della Vergine posta ai lati della Crocifissione dipinta dall'artista per la Certosa di Garegnano, affresco conservato nel catino absidale, lavoro che precede quest'opera; così come è identico il paesaggio raffigurato sullo sfondo. Facendo un confronto tra l'autoritratto del pittore eseguito nel 1589, e il ritratto del canonico, si vede il cambiamento dell'artista, dai colori caldi della scuola di Tiziano, ai colori più severi e freddi come era il volere della controriforma.
La tavola presenta però una caratteristica importante, se in alcune parti è chiaramente riconducibile alla mano di Peterzano, in altre parti, in particolare nella figura dell'angelo, è facile riconoscere una mano giovane, un poco insicura, acerba, ma dotata, la mano di un giovane, nella raffigurazione luminosa dell'angelo in contrapposizione al pallore del corpo morto. Questa parte è stata identificata come opera del giovane Merisi trasformando questo lavoro, seppur importante per il Peterzano di fondamentale importanza nella storia del Caravaggio.